# 郭皓
郭皓（1993年1月14日—），是一名中国足球运动员，现效力中超球队沧州雄狮。

## 俱乐部生涯
郭皓自幼进入火车头接受正规足球训练，2010年进入京铁火车头参加2010年中国足球乙级联赛名单。不过他并没有代表火车头参加比赛，很快就离开球队进入中国足球超级联赛球队天津泰达的青训体系。2013年，郭皓被提升进入天津泰达一线队。2013年7月10日，他在2013年中国足协杯第四轮天津泰达0比5不敌辽宁宏运的比赛中首发出场，上演职业生涯首秀。同年11月3日，他在联赛最后一轮天津泰达1比2不敌上海申鑫的比赛第73分钟替补王新欣出场，首次亮相中超联赛。2014赛季前段，由于球队几名中场主力球员受到伤病困扰，郭皓进入首发阵容，整个赛季获得18次联赛出场机会。